# Siège de Lens (1647)
Ne doit pas être confondu avec Bataille de Lens (1648).
Guerre de Trente Ans
Batailles
Le siège de Lens est un épisode de la guerre de Trente Ans. Il a été organisé en 1647 par Jean de Gassion, maréchal de France.

## Contexte historique
Le siège de Lens intervint pendant la guerre de Trente Ans, la France étant entrée directement dans le conflit en 1635. Pendant que son alliée, la République des Provinces-Unies, menaçait de prendre Anvers aux Espagnols, obligeant ceux-ci à découvrir leur front occidental, la France remporta quelques succès en Flandre, le long de la Lys. 
Après le siège de Dunkerque et celui de Mardyck, en août 1646, le maréchal Jean de Gassion s'empara également, le 12 septembre 1646, du château d'Isenghien. 
La petite ville de Lens, fut prise et reprise sept fois en moins d'un siècle. Elle était retombée en 1646 au pouvoir des Espagnols. 

## Déroulement du siège
Le siège de Lens se déroula l'année suivante.
La place forte, située dans une plaine, avait une muraille terrassée, garnie de tours, et un fossé sec large et profond avec un chemin couvert.
Le 28 septembre 1647, en voulant arracher un pieu de palissade, Jean de Gassion fut blessé d'un coup de mousquet à la tête. Il mourut à Arras le 2 octobre 1647.

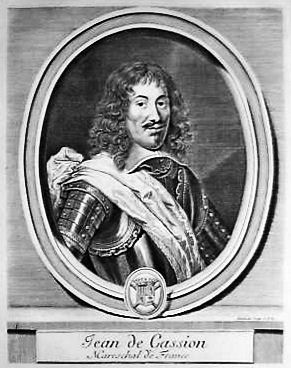
Jean de Gassion.

Le siège de Lens se poursuivit avec le marquis de Villequier qui prit la ville le 3 octobre 1647. En août de l'année suivante, eut lieu la bataille de Lens.